# 楼志豪
楼志豪（1950年—），男，汉族，中华人民共和国政治人物，中共中央统战部原副部长，第十一届全国政协委员。

## 生平
2008年，当选第十一届全国政协委员，代表特别邀请人士，分入第五十八组。并担任港澳台侨委员会副主任。